# حامد رهانم
حامد رهانم (انگلیسی: Hamid Rhanem؛ زادهٔ ۲۹ ژانویهٔ ۱۹۸۱) بازیکن فوتبال اهل مراکش است.
از باشگاه‌هایی که در آن بازی کرده‌است می‌توان به باشگاه فوتبال دیگنیس آکریتاس، باشگاه فوتبال ناوال، باشگاه فوتبال انوسیس نئون پارالیمنی، باشگاه فوتبال نئا سالامیس فاماگوستا، باشگاه ورزشی آوش، و باشگاه فوتبال آستراس تریپولی اشاره کرد.
وی همچنین در تیم ملی فوتبال مراکش بازی کرده‌است.